# Семюр-ан-Брионне
Семюр-ан-Брионне (фр. Semur-en-Brionnais) — коммуна во Франции, в департаменте Сона и Луара, Бургундия. Входит в список самых красивых деревень Франции. Население — 645 человек (2006).
Коммуна находится на юге Бургундии, на расстоянии приблизительно 320 км на юго-восток от Парижа, 140 км юго-западнее Дижона, 60 км западнее Макона.
В старину Семюр-ан-Брионне являлся столицей Брионне. Здесь 13 мая 1024 года в семье графов де Семюр родился Гуго Клюнийский (Гуго из Семюра) — католический святой, монах-бенедиктинец, шестой аббат Клюни (1049—1109), при котором эта конгрегация достигла пика своего могущества.

## Достопримечательности
Замок де Семюр с квадратной башней IX века, романская церковь Св. Илера с арками, колоннами и резным порталом, средневековые дома из камня. 

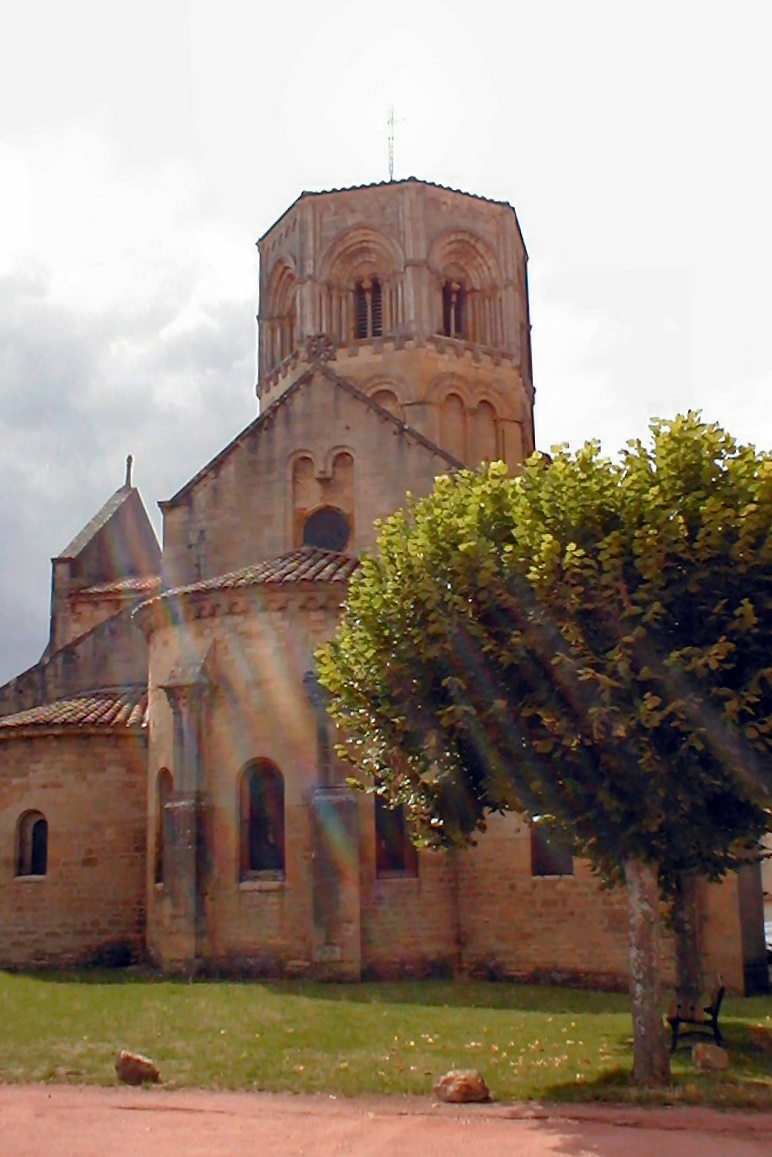
Церковь Сен-Илер
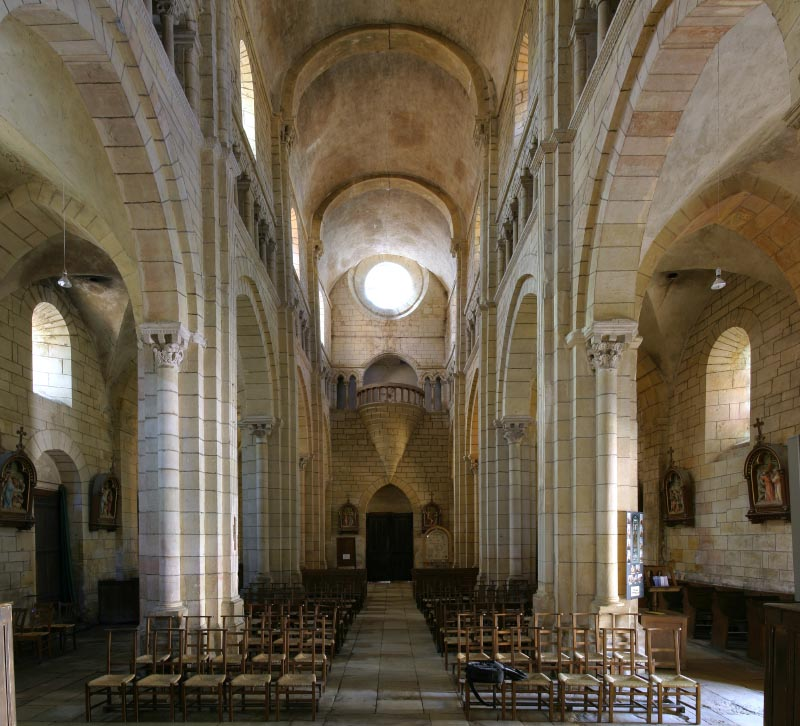

## Внешние ссылки
- Сайт коммуны Семюр-ан-Брионне Архивная копия от 18 декабря 2011 на Wayback Machine  (фр.)